# 마리야 자하르첸코
마리야 자하르첸코(우크라이나어: Марія Захарченко, 1995년 2월 16일 ~ )는 우크라이나 출신 대한민국의 바둑 기사다.
러시아에서 바둑 보급을 하던 천풍조 9단으로부터 대한민국에서의 바둑 공부를 권유 받고, 2008년 어머니와 함께 대한민국으로 간다. 그곳에서 천풍조 밑에서 공부하며, 한국기원 여자 연구생 기간을 3년간 보내었다. 2012년 12월 한국기원 상임이사회를 통해 특별입단 하여 한국기원 객원기사로 활동하고 있다. 이는 우크라이나의 첫 프로 바둑 기사다.
2014년 입단 1년 7개월 만이자 프로 데뷔 후 28연패 끝에, 제16기 여류명인전 예선 1회전에서 헝가리 출신 쾨세기 디아너 초단과의 첫 대결에서 처음으로 승리하였다.